# 山梗菜
山梗菜（学名：Lobelia sessilifolia）为桔梗科半边莲属下的一个种。

## 扩展阅读
[在维基数据编辑]
 《植物名實圖考·山梗菜》，出自吳其濬《植物名實圖考》
 維基物種上的相關：山梗菜